# パラダイス鎖国
パラダイス鎖国（パラダイスさこく）は、
アメリカ・シリコンバレー在住のIT企業コンサルタント・海部美知の造語で、現代日本の「『日本はもう住みやすくなりすぎて、日本だけで閉じた生活でいいと思うようになってしまった』つまり誰からも強制されない、『パラダイス的新鎖国時代』」の状況を指す。
海部が2005年に発信したインターネット上の意見ではじめて使われ、2008年には海部による著書『パラダイス鎖国　忘れられた大国・日本』（アスキー出版）が出版された。

## 造語の経緯
洋楽がきっかけでアメリカのシリコンバレー在住となり、ENOTECH Consulting社代表である海部美知の2005年7月の記述が共感をあつめ、著作の出版により一般に知られるようになった。

## 様相
2008年1月のダボス会議における「Japan: A Forgotten Power?」（日本は忘れられた大国か?）のセッションでは、国際的に日本の内向き志向が指摘されていた。日本における生活の便利さや市場にあふれる製品の豊富さに加え、日本独特の文化や考え方を理解し提供できるのは日本であることに国民は気づいており、多くの日本人は諸外国へのあこがれも昔ほどは持たなくなってきている。
また、日本市場が規模としては世界でトップではないもののそこそこの規模を持ち、企業も日本国内をマーケットにした製品開発や新製品提供に満足してしまい、諸外国との競争力を無視した価格が高いままの製品を送り出している。日本国民もそれを受け入れている状況があり、外の世界に目を向けない日本人はそのようなビジネスモデルに疑問も呈さない。
これら、日本における日本人の国内向きの性向を批判的に表す言葉として、パラダイス鎖国という語が使われた。なお、海部は「アメリカは世界一の鎖国パラダイス」という指摘もしており、専門家ではない一般人がパラダイス鎖国に傾くのは必ずしも日本だけの性向ではないし、一般人がパラダイス鎖国で満足してしまうのは仕方がないという認識をしている。